# Adaklu-Anyigbe District
Koordinaten: 6° 33′ N, 0° 42′ O
Der Adaklu-Anyigbe District war ein Distrikt der Volta Region in Ghana, der im Jahr 2005 aus dem Ho District entstand.
Hauptstadt des 1.060,61 km² großen und zwanzig Städte zählenden Distriktes war Kpetoe. Er grenzte (im Uhrzeigersinn und im Norden beginnend) an das Ho Municipal District, die Republik Togo, das Akatsi District, das North Tongu District, das Asuogyaman District in der Eastern Region und das South Dayi District.
Im Jahr 2011 wurde die Einwohnerzahl mit etwa 59.000 angegeben; elf Jahre zuvor lag die Bevölkerung bei 52.850 Einwohnern und bestand vor allem aus Ewe- (80 Prozent) und Ga-Angehörigen (15 Prozent). 70 Prozent der Menschen bekennen sich zum Christentum, 11 Prozent folgen dem Islam, die übrigen bekennen sich zu traditionellen Religionen; das Bevölkerungswachstum lag im Jahr 2000 bei 1,17 Prozent.
Im Gebiet des ehemaligen Distriktes kommt es jährlich zwischen Mitte März und Juli sowie in den Monaten August bis November zu zwei Regenzeiten; der monatliche Niederschlag liegt zwischen 20,1 Litern pro Quadratmeter im Dezember und 192 Millimetern im Juni.
Die Länge des Straßennetzes im Distrikt betrug 213 Kilometer. Lediglich die 41 Kilometer lange Hauptstraße, die Kpetoe mit Ziope und der Regionalhauptstadt Ho verbindet, ist mit Bitumen befestigt.
Chief Executive des Distrikts war Michael Kobla Adzaho; die ehemalige Ministerin für Frauen und Kinderangelegenheiten der Republik Ghana, Juliana Azumah-Mensah, war Parlamentsabgeordnete des Distrikts.
Siebzig Prozent der Bevölkerung war im primären Wirtschaftssektor tätig; wichtigste Erzeugnisse waren Mais, Maniok, Süßkartoffeln, Yams, Augenbohnen, Erdnüsse, Tomaten, Pfeffer, Auberginen, Okra, Melonen und Mango.
Im Jahr 2012 wurde der Distrikt geteilt und es entstanden zwei neue Distrikte: Agotime Ziope (Distriktverwaltung in Agotime Kpetoe) und Adaklu (Distriktverwaltung un Adaklu Waya).